# Forsmark
Forsmark is een plaats in de gemeente Östhammar in het landschap Uppland en de provincie Uppsala län in Zweden. De plaats heeft 69 inwoners (2005) en een oppervlakte van 25 hectare.

## Kernenergiecentrale

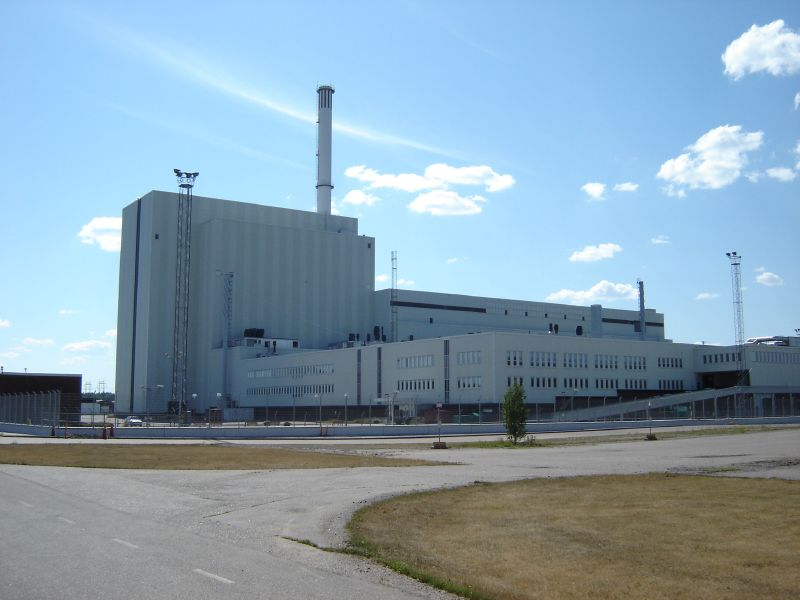
Forsmark 3 reactor

In Forsmark staat een van de grootste kernenergiecentrales van Zweden: Kerncentrale Forsmark.
Op 27 april 1986 namen de sensoren in de kerncentrale om de radioactiviteit te meten een verhoogde hoeveelheid radioactiviteit waar. Deze verhoogde hoeveelheid radioactiviteit was een gevolg van de kernramp van Tsjernobyl, Forsmark was de eerste plaats buiten de Sovjet-Unie waar een verhoogde radioactiviteit die het gevolg was van deze ramp werd waargenomen. Eerst dacht men dat de verhoogde hoeveelheid radioactiviteit veroorzaakt werd door de kerncentrale zelf, maar later kwam men erachter dat deze in de atmosfeer zat.

## Verkeer en vervoer
Bij de plaats lopen de Riksväg 76 en Länsväg 290.